# Stephen Malkmus
Stephen Joseph Malkmus, född 30 maj 1966 i Santa Monica, Kalifornien, USA, är en amerikansk musiker, mest känd som sångare och låtskrivare i indierockbandet Pavement under 1990-talet. Han har även varit aktiv som solomusiker och tillsammans med banden Silver Jews och The Crust Brothers. Albumet Mirror Traffic från 2011 producerades av Beck Hansen.

## Diskografi

### Med Stephen Malkmus and the Jicks
- 2001 – Stephen Malkmus
- 2003 – Pig Lib
- 2005 – Face the Truth
- 2008 – Real Emotional Trash
- 2011 – Mirror Traffic

### Studioalbum medPavement
- 1992 – Slanted and Enchanted
- 1994 – Crooked Rain, Crooked Rain
- 1995 – Wowee Zowee
- 1997 – Brighten the Corners
- 1999 – Terror Twilight

### MedSilver Jews
Studioalbum
- 1994 – Starlite Walker
- 1998 – American Water
- 2005 – Tanglewood Numbers
- 2008 – Lookout Mountain, Lookout Sea

EP
- 1992 – Dime Map of the Reef

Singlar
- 1993 – "The Sabellion Rebellion & Old New York"
- 1993 – "The Arizona Record"
- 1999 – "Hot as Hell – Live 1993"

### Med The Crust Brothers
- 1998 – Marquee Mark